# TT40

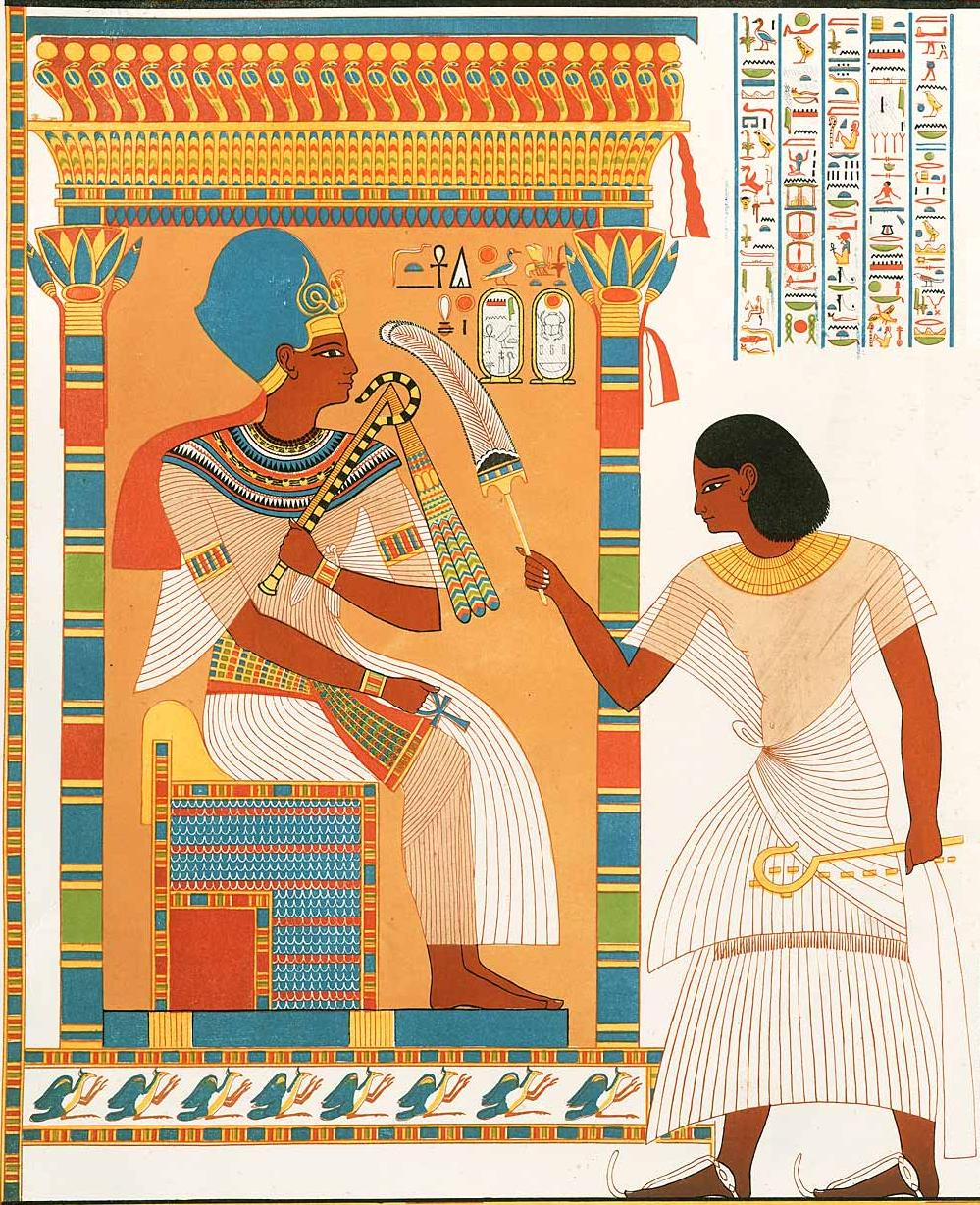
Amenhotep-Huy ante Tutankamón, como "Portador del abanico a la derecha del rey" (TT40).

La tumba TT40 de la necrópolis tebana de Qurnet Murai (Valle de los Nobles)  pertenece a Amenhotep-Huy, que fue virrey de Kush durante el reinado de Tutankamón.

## Descripción
Fue descrita por Lepsius en Denkmäler aus Äegypten und Äethiopien (1849-1858), donde publicó las transcripciones de los jeroglíficos y algunas fotografías. 
Es una tumba pequeña, a la que se accede por un pasillo de tres metros, que parte de lo que fue un patio abierto. Por ese corredor se llega a una sala rectangular, y luego continúa hasta llegar a una pequeña sala que tiene un nicho.
- La primera sala, muy ancha y estrecha, está adornada con las únicas pinturas conservadas. Unas representan escenas de la vida de Amenhotep-Huy vanagloriándose de sus logros como gobernador, y en otras se le ve adorando distintos dioses.
- La segunda sala es cuadrada, y tiene cuatro columnas y un nicho.

En la tumba se habla de la familia de Amenhotep-Huy: Huy era hijo de una dama de la corte llamada Uerner. Su padre no se conoce. Sí se sabe con quién estaba casado, con Taemuadjsy, con quien tuvo al menos un hijo: Paser. Además de a su familia, se enumeran todos sus títulos, desde que comenzó como escriba hasta los honoríficos conseguidos como virrey.
Entre sus logros como virrey, menciona la construcción de un templo en Kush, llamado "La satisfacción de los Dioses", en Faras, Nubia. Amenhotep-Huy aparece siendo recibido allí por Jay, Sumo Sacerdote de Nebjeperura (nombre de Nesut-Bity de Tutankamón), Penne, Gobernador de la fortaleza de Nebjeperura, Huy, el alcalde, y Mermose, (su hermano), Segundo profeta de Nebjeperura. Taemuadysy fue Responsable de las mujeres del templo de Amón en este templo.
En otras pinturas, se representa a los kusitas que aprisionó en sus guerras.

### Citas
1. 1 2 3 4  Porter,B. y Moss R.L.B., Topographical Bibliography of Ancient Egyptian Hieroglyphic Texts, Reliefs and Paintings: The Theban Necropolis, Part One: Private Tombs. pp. 75-78 Griffith Institute. Oxford, 1994.
2. ↑  Reisner, George A. (1920). «The Viceroys of Ethiopia». The Journal of Egyptian Archaeology 6 (11): 73-88.